# Martindoelloia juradoi
Martindoelloia juradoi är en fjärilsart som beskrevs av Orfila och Schajovski 1963. Martindoelloia juradoi ingår i släktet Martindoelloia och familjen mätare. Inga underarter finns listade i Catalogue of Life.